# Quadrinhos (exposição)
Quadrinhos foi uma exposição de artes organizada do Museu da Imagem e do Som de São Paulo com curadoria de Ivan Freitas da Costa. A exposição, aberta ao público de 14 de novembro de 2018 a 26 de maio de 2019, tinha como tema as histórias em quadrinhos no Brasil e no mundo, exibindo mais de 600 itens, como revistas, artes originais e itens raros relacionados a todos os gêneros das HQs, como super-heróis, infantis, terror, aventura, romance, mangá, faroeste, erótico, etc. A exposição, maior já feita no Brasil sobre este tema, foi dividida em 16 áreas: Origens, Caricaturas e Charges, Tiras, Europa, Mangá, Erótico, Mauricio de Sousa, Angelo Agostini, Ziraldo, Brasil, Brasil nas Últimas Décadas, América Latina, América do Norte, Disney, DC e Marvel. A exposição recebeu mais de 110 mil visitantes. Em 2019, recebeu o Troféu Jayme Cortez, categoria do Prêmio Angelo Agostini destinada a premiar grandes contribuições para os quadrinhos brasileiros.